# Boris Rabinowitsch
Boris Rabinowitsch (født 16. august 1925, død 13. august 2015 i Valby) var en dansk jazzkritiker.

## Baggrund
Rabinowitsch blev født ind i en jødisk familie i Hamborg og havde tre søskende. Hans forældre var flygtet til Tyskland fra Rusland efter revolutionen i 1917. I 1939 flygtede familien atter: Moderen og børnene tog til Danmark, mens Boris Rabinowitsch' far søgte mod Frankrig. Familien boede på Frederiksberg, og herfra gik flugten i 1943 videre til Sverige. Boris og to søskende kom over med en båd fra Kastrup; moderen med en anden båd et par nætter senere.
Boris Rabinowitsch gik i en svensk skole i en forstad til Göteborg, hvor en af hans klassekammerater var Dan Morgenstern, der også var flygtet med sin familie fra Danmark, men som efter Sverige kom til USA, hvor han opnåede at blive chefredaktør på jazztidsskriftet Down Beat og senere leder af jazzfakultetet på Rutgers University i New Jersey. Han skulle blive en livslang ven for Rabinowitsch.
Tidligt havde Rabinowitsch været tiltrukket af klaveret, da hans moder var en habil pianist, og i Hamborg havde han fået færten af dansemusik og jazz. I Sverige tjente han lidt som jazzpianist. Hjemvendt til Danmark kom han i murerlære, men hans dårlige forhold til sin mester førte ham væk fra denne beskæftigelse. I stedet blev han reklametegner med speciale i skrifttyper, hvilket han var til 1990.
Allerede fra 1950'erne virkede Rabinowitsch halvprofessionelt som pianist i flere af datidens jazzgrupper. Han havde mange fagfæller, blandt andet skuespillereleven Jørgen Ryg og den arkitektstuderende Max Brüel. Han begyndte at skrive anmeldelser i Musikrevy og Jazzårbogen, og 1966 afløste han Jørgen Leth som jazzanmelder på Politiken, hvilket han var til sin død.
Som anmelder var han tro mod instrumenterne og kritisk over for elektrisk forstærkning. Han bevarede en stor integritet og fraterniserede sjældent med musikerne ved de koncerter, som han anmeldte.